# Каламес (Вісконсин)
Каламес (англ. Calamus) — місто (англ. town) в США, в окрузі Додж штату Вісконсин. Населення — 1043 особи (2020).

## Демографія
Згідно з переписом 2010 року, у місті мешкало 1048 осіб у 411 домогосподарстві у складі 303 родин. Було 438 помешкань
Расовий склад населення:
| - 95,0 % — білих - 0,8 % — азіатів - 0,6 % — корінних американців - 1,5 % — осіб інших рас |

До двох чи більше рас належало 2,1 %. Частка іспаномовних становила 10,0 % від усіх жителів.
За віковим діапазоном населення розподілялося таким чином: 23,0 % — особи молодші 18 років, 63,3 % — особи у віці 18—64 років, 13,7 % — особи у віці 65 років та старші. Медіана віку мешканця становила 43,1 року. На 100 осіб жіночої статі у місті припадало 117,4 чоловіків;  на 100 жінок у віці від 18 років та старших — 112,9 чоловіків також старших 18 років.
Середній дохід на одне домашнє господарство  становив 80 163 долари США (медіана — 55 625), а середній дохід на одну сім'ю — 79 870 доларів (медіана — 60 179). Медіана доходів становила 41 397 доларів для чоловіків та 35 750 доларів для жінок. За межею бідності перебувало 14,0 % осіб, у тому числі 34,1 % дітей у віці до 18 років та 2,0 % осіб у віці 65 років та старших.
Цивільне працевлаштоване населення становило 543 особи. Основні галузі зайнятості: виробництво — 30,9 %, освіта, охорона здоров'я та соціальна допомога — 17,3 %, сільське господарство, лісництво, риболовля — 9,4 %, роздрібна торгівля — 8,3 %.